# 12465 Perth Amboy
12465 Perth Amboy eller 1997 AD10 är en asteroid i huvudbältet som upptäcktes den 3 januari 1997 av Spacewatch vid Kitt Peak-observatoriet. Den är uppkallad efter staden Perth Amboy.
Asteroiden har en diameter på ungefär 5 kilometer.